# Ікес'яуре
Ікес'яуре (швед. Ikesjaure, саам. Iggesjávrre) — озеро на півночі Швеції, у  Лапландії. Розташоване у Скандинавських горах на висоті 747 м над рівнем моря, біля кордону між Швецією й Норвегією. Площа — 16,27 км².   З озера бере початок річка Шеллефтеельвен, що впадає у Ботнічну затоку Балтійського моря.   